# Guerciotti (Radhersteller)
Guerciotti ist ein italienischer Fahrradhersteller, welcher 1964 von den Gebrüdern Italo und Paolo Guerciotti gegründet wurde.

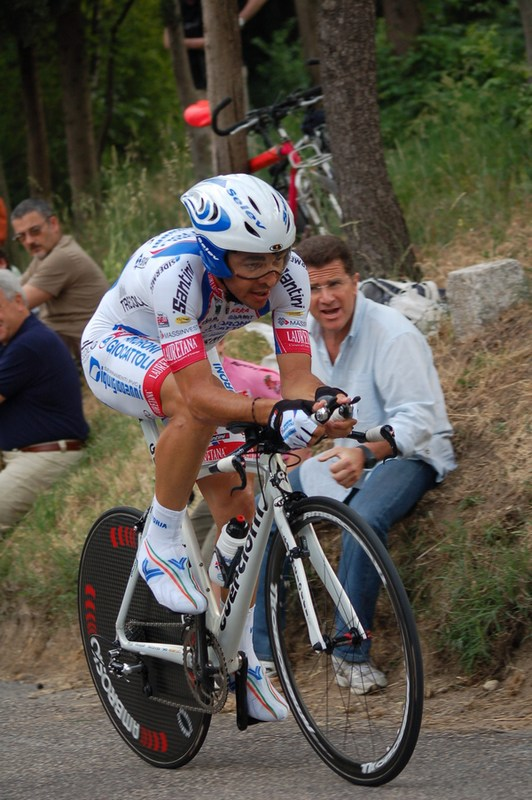
José Serpa beim Giro d’Italia 2010

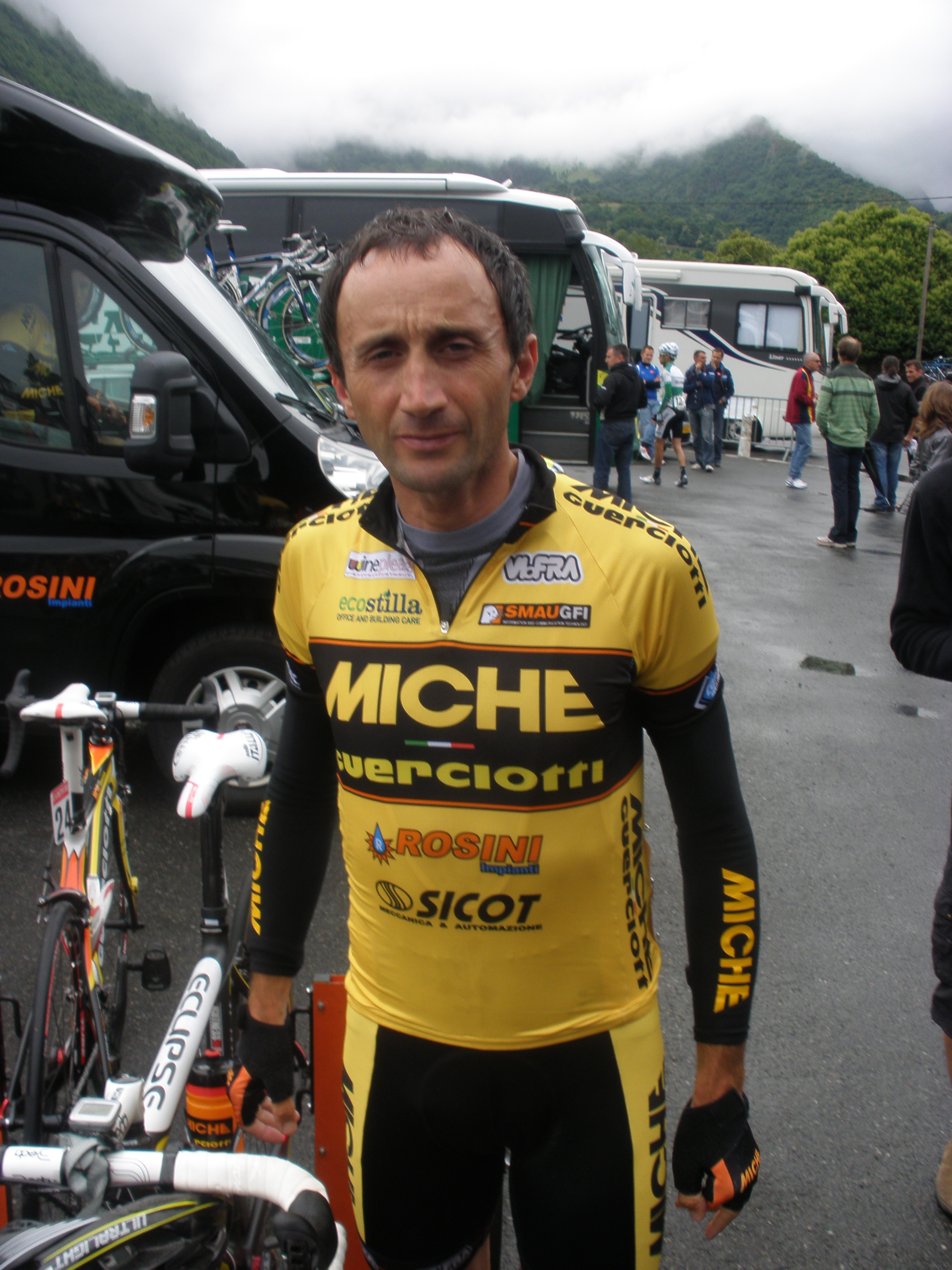
Davide Rebellin bei der Route du Sud 2011

## Geschichte
1964 eröffnete Italo, selbst aktiver Cyclocross-Fahrer, mit seinem Bruder Paolo, eine kleine Ausstellungsfläche für den Verkauf und die Wartung von Fahrrädern in der Via Petrella 4 in Mailand. Es folgten weitere Läden im Corso Buenos Aires und der Via Tamagno. Ab 1975 begann das Unternehmen seine Produkte in alle Welt, hauptsächlich in die USA, zu exportieren und sponserten hier das Team American Ten Speed Drive-Guerciotti.
1977 debütierte Guerciotti als Sponsor für das Profiteam Fiorella Mocassini. In den folgenden Jahren setzte man das Sponsoring bei Teams wie Fiorella Mocassini-Citroën mit drei Etappensiegen bei der Tour de Suisse 1978 durch Giovanni Battaglin,  Magniflex-Famcucine,  Santini-Selle Italia, Alfa Lum und Dromedario Sidermec fort. 1977 gründete Paolo das GS Guerciotti Cyclo-Cross Team, das in den folgenden Jahren insgesamt 10 Weltmeistertitel bei den Amateuren und Profis im Cyclo-Cross (u. a. Roland Liboton, Mike Kluge, Vito Di Tano, Karel Camrda, Ondrej Glajza und Henrik Djernis) gewinnen konnte. 1979 gewann das Team Magniflex-Famcucine beim Giro d’Italia vier Etappen und belegte den dritten Gesamtrang mit Bernt Johansson.
2000 wurde Alessandro, Sohn von Paolo Guerciotti, offiziell in das Unternehmen aufgenommen sowie weitere Märkte, wie Südafrika und Asien (Japan, Malesya, Südkorea und Taiwan) erschlossen. Ab 2005 wurden wieder Profiteams, wie L.P.R. Brakes-Farnese Vini und Androni Giocattoli-Sidermec unterstützt. Im Jahr 2008 startete Gilberto Simoni auf einem Guerciotti beim Giro d’Italia und Alessandro Bertolini konnte eine Etappe für sich entscheiden.
Ab 2013 wurde das Team CCC Development Team unterstützt und seit 2019 das UCI ProTeam Bardiani CSF Faizanè.

## Gesponserte Teams (Auswahl)
- 1976 Fiorella Mocassini
- 1977 Fiorella Mocassini-Citroën
- 1979 Magniflex-Olmo
- 1980 Famcucine-Campagnolo
- 2005–2006 L.P.R. Brakes-Farnese Vini
- 2007 Serramenti PVC Diquigiovanni-Selle Italia
- 2008–2009 Serramenti PVC Diquigiovanni-Androni Giocattoli
- 2010 Androni Giocattoli-Sidermec
- 2011–2012 Miche-Guerciotti
- 2012 Meridiana Kamen
- 2013–2018 CCC Development Team
- 2019–2020 Bardiani CSF Faizanè